# إدوارد جيبسون (لاعب كريكت)
إدوارد جيبسون (8 أغسطس 1899 بالراج البريطاني في المملكة المتحدة - 11 أغسطس 1944 في تايلاند) (بالإنجليزية: Edward Gibson)‏ هو لاعب كريكت بريطاني وبريطاني (وحمل سابقاً جنسية المملكة المتحدة لبريطانيا العظمى وأيرلندا).